# وبستر (کالیفرنیا)
وبستر (به انگلیسی: Webster) یک منطقهٔ مسکونی در ایالات متحده آمریکا است که در شهرستان یولو، کالیفرنیا واقع شده‌است. وبستر ۸ متر بالاتر از سطح دریا واقع شده‌است.